# Theologia deutsch
Die Theologia Deutsch (auch: Der Franckforter bzw. Der Frankfurter) ist eine in umgangssprachlichem Deutsch verfasste mystische Schrift des 14. Jahrhunderts, die vermutlich von einem namentlich unbekannten Deutschordenspriester der Kommende im Frankfurter Stadtteil Sachsenhausen verfasst wurde.

## Werk
Das Werk propagiert eine spiritualisierte, mystische Frömmigkeit, wie sie zuvor bei Meister Eckhart, Johannes Tauler, Heinrich Seuse und anderen Ausdruck fand. Die Deutschsprachigkeit – eine Ausnahme bei theoretischen Texten jener Zeit – wird vom Autor nicht thematisiert.
Überliefert wurde die Schrift mehrfach zusammen mit Texten der oben genannten Vertreter der Deutschen Mystik, da es inhaltlich in deren Tradition steht: höchstes Ziel sei die Vereinigung der Seele mit Gott (Unio mystica) schon im Diesseits. Dabei legt die Theologia deutsch besonderen Wert darauf, sich von der häretischen Mystik der Brüder und Schwestern des freien Geistes abzugrenzen und betont daher die Notwendigkeit des Gehorsams und die Bedeutung Jesu Christi für das menschliche Heil.

## Wirkung
Im Mittelalter war die Schrift nicht weit verbreitet: Sie ist nur in zehn, zum Teil unvollständigen Handschriften überliefert, eine davon ist lediglich die Abschrift eines Druckes aus dem 16. Jahrhundert. Kirchlicherseits wurde sie zu jener Zeit nicht kritisiert.
Martin Luther gab sie unter dem Titel Eyn deutsch Theologia zum ersten Mal im Druck heraus: Zunächst 1516 aufgrund einer unvollständigen Handschrift, dann 1518 als vollständigen Text. Mit der von ihm verfassten Vorrede stellte der Reformator diese Schrift gegen die lateinische Scholastik und beanspruchte für das Deutsche eine dem Lateinischen, Griechischen und Hebräischen ebenbürtige theologische Ausdrucksfähigkeit. Luther konstatierte, dass es nach der Bibel und den Confessiones des Augustinus jener Text gewesen sei, welcher ihn am meisten über Gott, Christus, die Menschen und die Welt gelehrt habe.
In der Neuzeit und bis heute führte diese Hochschätzung des Textes zu zahlreichen Neuauflagen, die das anhaltende Interesse an der Theologia deutsch dokumentieren. Dennoch wurde sie in der frühen Neuzeit als Apologie des Pantheismus gelesen und deswegen 1612 auf den päpstlichen Index gesetzt.

## Textausgaben
a) Kritische Ausgabe:
- Wolfgang von Hinten: Der Franckforter („Theologia Deutsch“). Kritische Textausgabe. Artemis (Münchener Texte zur deutschen Literatur des Mittelalters 78), München/Zürich 1982

b) Eine Auswahl neuerer Übersetzungen und Ausgaben:
- Deutsche Theologie. Übertragung Franz Pfeiffer, Gernsbach/Baden 1886, Digitalisat bei archive.org
- Der Frankfurter – Eine deutsche Theologie. Übertragen und eingeleitet von Joseph Bernhart. Der Dom, Leipzig 1920
- Das Büchlein vom vollkommenen Leben. Eine deutsche Theologie. In der ursprünglichen Gestalt herausgegeben und übertragen von Herrmann Büttner. Eugen Diederichs Verlag, Jena 1920.
- Theologia Deutsch, die lehret gar manche liebliche Erkenntnis göttlicher Wahrheit und sagt gar hohe und gar schöne Dinge von einem vollkommenen Leben. Nach dem Pfeifferschen Text in neueres Deutsch gebracht und mit einem Vorwort versehen von Rudolf Alexander Schröder. Bertelsmann, Gütersloh 1947
- Theologia Deutsch. Eine Grundschrift deutscher Mystik. Herausgegeben und eingeleitet von Gerhard Wehr (Literaturhinweise S. 155–157). Königsdorfer Verlag, Neuauflage 2012. ISBN 978-3938156254
- „Der Franckforter“: Theologia Deutsch. In neuhochdeutscher Übersetzung herausgegeben und mit einer Einleitung versehen von Alois M. Haas. Johannes Verlag (Christliche Meister 7), 2. Auflage Freiburg i.Br. 1993, ISBN 978-3-89411-279-0